# Ejército ateniense

Imperio ateniense hacia el 450 a. C.

El ejército ateniense era la fuerza militar de Atenas, una de las ciudades más importantes de la antigua Grecia. 
Todos los ciudadanos en buena forma física, eran responsables del servicio militar de los 18 hasta los 60 años.
Se decía que los atenienses estaban tan enamorados de los placeres de la vida pacífica que preferían pagar tropas mercenarias en lugar de servir ellos mismos en las expediciones lejanas, y lo cierto era que había muchos arcadios, tracios, y muchos otros, de las naciones que suministran la mayor parte de los mercenarios, siempre en pago a Atenas en las guarniciones distantes.

## Organización del ejército ateniense
Después de que un joven "efebo" terminaba sus dos años de servicio en los cuarteles, volvía a casa con la condición de regresar en los momentos de necesidad. Cuando no había suficientes hombres para formar un ejército, los hombres en reserva eran llamados para cumplir con el número necesario y no más. Así, una pequeña fuerza de sólo veinte y veinticuatro años de edad sería desmembrada, pero en una crisis todos los ciudadanos eran convocados hasta los de barbas muy grises. Las levas eran llevadas a cabo por los diez estrategos (a la vez por los “generales”, “almirantes", y “ministros de la guerra"), quienes poseían todo el poder armado de Atenas. Los reclutas tenían que venir con raciones para tres días, por lo general los hombres jóvenes debían estar listos para el servicio duros sobre los mares. Los guerreros cumplían su papel desde los 18 hasta los 60 años
La organización del ejército ateniense era muy sencilla: cada una de las diez tribus áticas enviaba su propio batallón especial o "taxis", que era grande o pequeño en función del tamaño total de la leva. Estos “taxis” se subdividían en compañías o “lochoi”, alrededor de un promedio de 100 hombres cada uno. Cada taxis estaba bajo un coronel tribal ("taxiarca"), y cada compañía con su capitán ("lochagos"). Los diez strategoi teóricamente comandaban todo el ejército juntos, pero como la amarga experiencia enseñaba que de cada diez generales por lo general nueve eran demasiados, un decreto especial del pueblo a menudo confiaba el mando supremo de una fuerza a un comandante, o a no más de tres. Por lo tanto, si 3000 eran llamados a partir, el promedio del "taxis" sería 300 hombres, pero si eran 6000, entonces el promedio sería 600 hombres.

## Hoplitas e infantería ligera

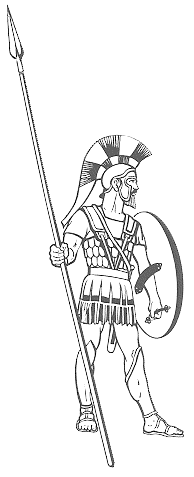
Hoplita griego

La unidad del ejército ciudadano ateniense, al igual que prácticamente todos los ejércitos griegos, era el soldado de infantería pesada llamado, hoplita. Un ejército de 3000 hombres era a menudo un ejército de hoplitas regular, a menos que se fijara lo contrario. Pero en realidad era de 6000, para ser del todo cierto: junto con los hoplitas iba un compañero, un hombre de "armamento ligero", ya sea un ciudadano pobre que no podía permitirse una armadura, o posiblemente un esclavo de confianza. Estos hombres de armas ligeras llevaban los escudos de los hoplitas hasta la batalla, y la mayor parte del equipaje. Tenían jabalinas, hondas, y a veces arcos. Actuaban como escaramuzadores antes de la batalla decisiva, y mientras los hoplitas se encontraban cara a cara con el enemigo, ellos hostigaban a los que podían, y hacían de guardia en el campamento. Cuando la lucha se llevaba a cabo hacían todo lo posible para cubrir la retirada, o masacraban al enemigo lanzando sus proyectiles si sus propios hoplitas salían victoriosos.

## La panoplia del hoplita
La panoplia del hoplita era demasiado cara para dar a entender que su propietario era por lo menos un hombre de grandes recursos.
Para poder marchar, maniobrar y luchar con eficacia con esta armadura implicaba que el soldado ateniense era un atleta bien entrenado. Todo el conjunto pesaba entre 22 y 27 kilos. Las partes principales en la armadura eran el casco, la coraza, las grebas, y el escudo. Todos los ciudadanos que podían costeárselo tenían este equipo colgado en su andronitis, y podían ponérselos en breve tiempo. 
El casco era normalmente de bronce, era demasiado corta al frente para que se viera el rostro, pero a veces una persona prudente podía tener protectores móviles (que se podían girar hacia arriba y hacia abajo) para proteger las mejillas. En la parte superior tenía una cimera de metal para recibir el golpe, y ponían una cresta ya sea de crin o de plumas brillantes de acuerdo, a la preferencia del portador. El casco tipo corintio cubría completamente la cara, las mejillas y los protectores no eran móviles, estos cascos se parecían mucho a los timones cerrados de los caballeros medievales. 
Alrededor del cuerpo del soldado estaba la coraza. Contaba con un peto y un espaldar de bronce, unidos por correas, o por correas con hebilla. El metal llegaba hasta las caderas. Debajo de él colgaba una espesa franja de tiras de cuero grueso reforzado con pernos metálicos brillantes. 
Las rodillas de las piernas estaban cubiertas por las grebas, delgadas placas de bronce flexibles adaptadas a la forma de la pierna, y que se abrían por la parte trasera. Cuando tenían que ser colocadas se sujetaban a las rodillas y los tobillos correas de cuero.

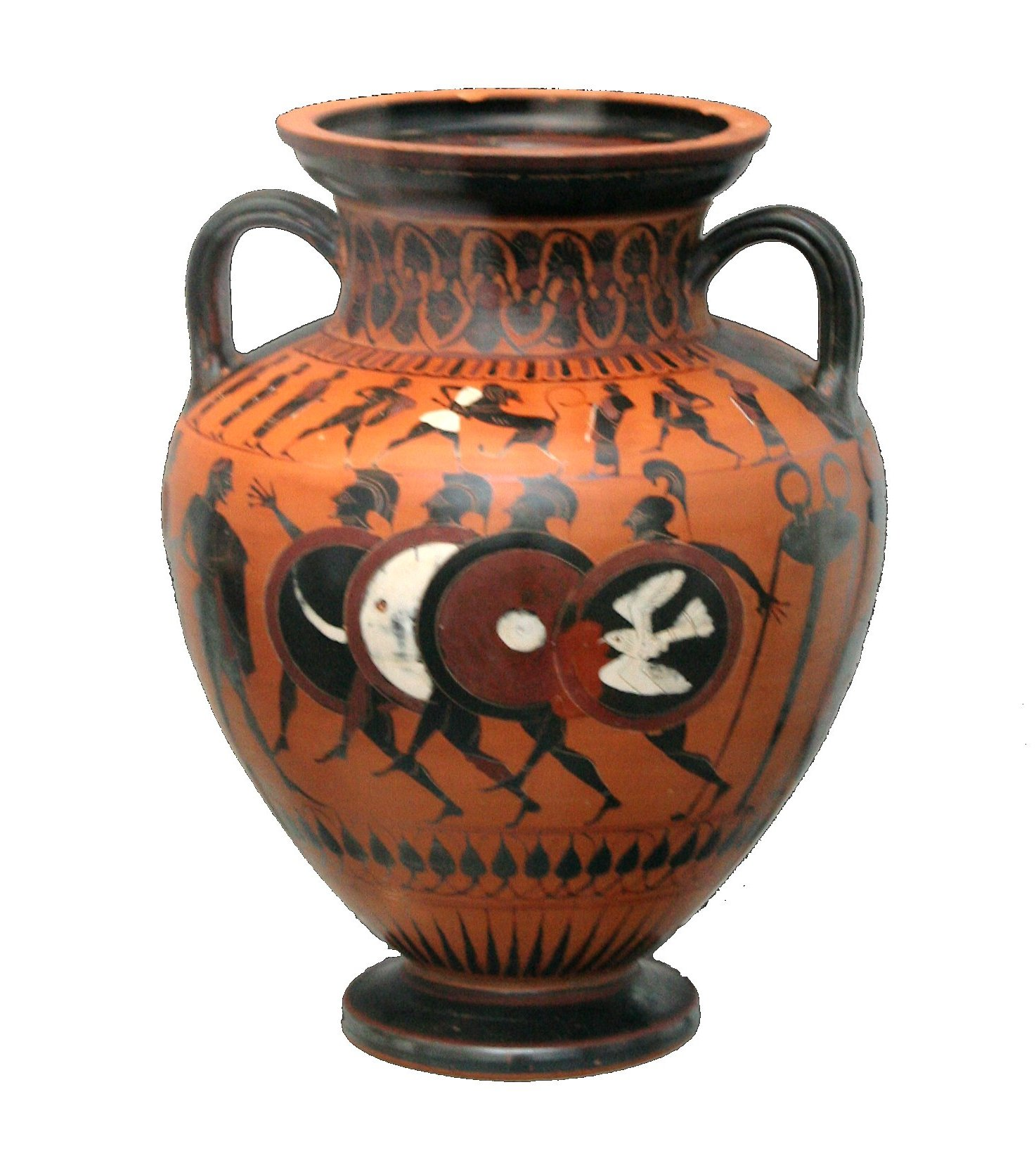
Vasija griega datada del año 550 a. C., mostrando escudos griegos

La protección principal del guerrero era su escudo. Con un escudo fuerte, y grande se podía luchar bien sin ninguna armadura, mientras que aunque tenga el mejor conjunto de armadura eran muy vulnerable sin su escudo. Para saber cómo utilizar su escudo para que capte cada posible golpe, para saber cómo empujar y estocar con ella frente a un enemigo, para saber cómo golpear a un hombre con ella, era necesario tener una buena educación militar por parte del soldado. El escudo era a veces redondo, pero más a menudo era oval, tenía aproximadamente entre 90 y 110 cm de diámetro. Está formado por un gran cuenco y un borde muy reforzado casi plano. Se componía de láminas de madera encoladas entre sí. El interior se forraba de cuero fino, llevaba una abrazadera de bronce en el centro, que iba remachada, y una correa de cuero en el borde. Llegaba a pesar entre 6 y 8 kg. Se encontraban dentro dos asas para que pueda ser manejado cómodamente con el brazo izquierdo. Estos escudos estaban brillantemente pintados, y aunque los griegos no tenían escudos heráldicos, había todo tipo de marcas distintivas de estilo.

## Las armas del hoplita
Cada hombre tenía una lanza y una espada. 
La lanza (Dory) era un arma fuerte con el mango de madera gruesa, de unos 2,7 m de largo en total. Era realmente demasiado pesada para usarla como una jabalina. Era más eficaz, puesta como una pica en una formación de falange, los hoplitas de las dos primeras filas empuñaban sus lanzas por encima de sus escudos, de tal manera que el infante la llevaba en una posición que se situaba por encima de su propio hombro derecho. 
La espada (Xifos) era reservada generalmente como un arma secundaria en caso de que la lanza se rompiera. No medía más de 50 a 60 cm de largo, lo que lo hacía más bien un enorme cuchillo de doble filo que un sable, pero era excelente para cortar y el trabajo de empujar en formaciones muy cercanas. Estas armas eran instrumentos letales de masacre en manos bien entrenadas, y el promedio de los griegos habían gastado una parte considerable de su vida aprendiendo cómo usarlas.

## Caballería y peltastas

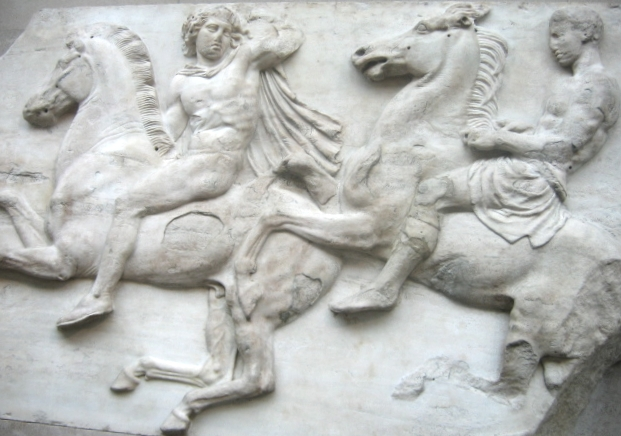
Jinetes del friso del Partenón.

Además de los hoplitas y de la infantería ligera, había un cuerpo de caballería de 1000 hombres. Los jóvenes aristócratas atenienses estaban orgullosos de ser voluntarios en él, ya que era un signo de riqueza poder proporcionar un caballo de guerra. La caballería también tenía un lugar de honor en las grandes procesiones religiosas, y tenía muchas posibilidades de servir en una emocionante exploración en las campañas. El servicio de caballería era mucho más seguro que servir en la infantería.
El hiparco, jefe supremo de la caballería ateniense, elegido por el pueblo para un año, era el que reclutaba a los jinetes al final de la efebía. Pero esta elección la tenía que confirmar la Boulé, que cada año pasaba revista (dokimasia) a los jinetes y a sus caballos. El hiparco tenía bajo su mando a los diez filarcas que mandaban el escuadrón de una tribu, es decir, a unos 100 hombres. Sin embargo la caballería, era un instrumento de combate más bien débil. Los jinetes griegos no tenían sillas de montar ni estribos. Ellos simplemente ponían sobre el caballo una piel o alfombra, y era muy difícil de sujetar al caballo con las rodillas lo suficientemente fuerte para no ser molestado mientras portaba la lanza. Quizás el mejor uso de la caballería era cuando los jinetes tomaban un haz de jabalinas, y las arrojaban sobre el enemigo, para luego caer por detrás de los hoplitas, aunque después de la batalla los jinetes tendrían mucho que hacer en la retirada o en la persecución.
El jinete ateniense iba armado con dos lanzas y una espada, por lo general curvada como un sable (kopis). No llevaba la coraza del hoplita y el escudo más que para los desfiles, y las cnémidas de bronce, que hubieran herido los costados de su montura, se sustituyeron por altas botas de cuero. En una época se vistió como los jinetes tracios: grueso manto de lana, rodilleras y gorro de zorro. Montaba a pelo, sin silla ni estribos, y el caballo estaba tan sólo enjaezado, sin protección.
En el siglo IV a. C., el equipo de caballería tendió a ser más pesado, y Jenofonte aconseja a los jinetes que lleven una coraza a medida y manoplas, y que protejan a su caballo, sobre todo bajo el vientre, con un acolchado.
Los jinetes compartían cierta tendencia laconizante y se dejaban crecer el pelo igual que los espartanos. Aparecen en el friso de las Panateneas en el Partenón.
Los atenienses, disponían de una fuerza policial de arqueros escitas para enviar a cualquier batalla, cerca de Atenas, aunque también podían contratar a los famosos arqueros mercenarios cretenses, pero los arcos griegos eran relativamente cortos dado que los griegos preferían la jabalina y la honda. Desde la guerra del Peloponeso, un tipo mejorado de infantería ligera con jabalinas surgió, llamados peltastas, que portaban un escudo pequeño llamado pelta y llevaban armadura ligera, pero con una lanza extralarga. En la guerra este reciente tipo de soldado, cuidadosamente entrenado y ágil, supo como derrotar a las viejas masas de hoplitas. Sin embargo, los soldados más veteranos todavía creían que el soldado de infantería pesada era mejor, y la columna vertebral de casi todos los ejércitos griegos seguía siendo el hoplita.

## Tácticas de infantería
La falange era la formación de combate habitual en Grecia desde mediados del siglo VII a. C. No se tiene una idea exacta de si la falange surgió espontáneamente o si fue el resultado evolutivo de formaciones anteriores de combate. Se tiene tendencia a pensar que su concepto estaba relacionado con las competiciones atléticas teatralizadas; la evolución colectiva y mil veces repetida, el culto a la fuerza, al empuje físico y a la resistencia, así lo hacen pensar.
La estructura interna de la falange era extremadamente complicada y seguramente fue ganando complejidad con el paso del tiempo y a la vista de las experiencias adquiridas en combate. La estructura básica de combate era el “sintagma”, formado por cuadrados de 16 combatientes por cada uno de sus lados. Su elemento básico era la “fila”, formada por un frente de 16 combatientes; cuatro filas formaban una “enomotia”. En el interior de la “enomotia”, las filas impares recibían el nombre de “protóstatas” y las pares el de “epístatas”. Cuatro “enomotias” formaban una “hilera”, dos “hileras” una “diloquia”; dos “diloquias” una “tetrarquía”; dos “tetrarquías”, una “taxiarquía” y, finalmente, dos “taxiarquías”, un “sintagma”. En total, el bloque, equivalente a nuestros actuales batallones, estaba formado por 256 hombres. Existían unidades mayores. Dos “sintagmas” formaban una “pentacosiarquía”; dos “pentacosiarquías” formaban una “quiliarquía”; dos “quiliarquías”, una “menarquía” y dos “menarquías”, una “falange”. El total de combatientes era de 4.096 guerreros, con 256 “hileras”. Dos “falanges” formaban una “difalangarquía” con algo más de 8.000 hombres como núcleo de combate, y unos 2000 más de reserva, intendencia y algunos jinetes.
La formación de combate de la falange se constituía a partir de la “hilera”. Marchaba como un bloque compacto cuadrado con 16 soldados de fondo (“orden cerrado”), que podía evolucionar hasta los 32 (“orden grueso”) o alcanzar los 8 (“orden delgado”). Al parecer, era frecuente que estuviera formada por un frente de 256 soldados (16 “filas”) por 16 de fondo. Su jerarquía interior era bastante simple: el general, “strategos”, ocupaba la cúspide jerárquica de la falange; luego estaba el “taxiarca”, oficial fuera de fila que mandaba sobre dos “tetrarquias” (128 soldados); luego estaba el hoplita o soldado raso. Cada división de la falange tenía un jefe: “diloquita”, “tetrarca”, “sintagmatarca”, “pentacosiarca”, “quiliarca”, “merarca” y “falangarca”. En combate, a estas jerarquías correspondía transmitir las órdenes a los hoplitas que dirigían y combatir codo a codo con ellos.

## Los enfrentamientos en batalla

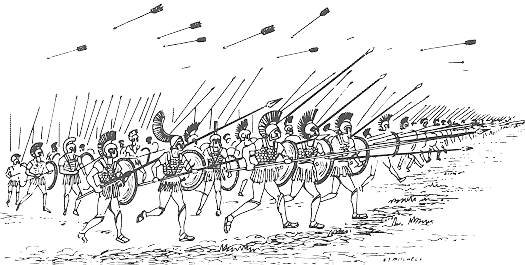
Falange combatiendo

El hoplita avanzaba siempre en formación cerrada, hileras densas erizadas de lanzas y protegidas con escudos, una verdadera muralla en movimiento buscando el choque frontal. No existía nada más alejado al modelo homérico de combatiente que el hoplita. Si Homero había exaltado al héroe aislado que lucha en solitario y vence o muere, la falange hoplítica es una tarea colectiva. No se concibe el combate como exhibición individual de heroísmo, sino como evolución colectiva. No se pide al hoplita que tenga iniciativa personal, sino que se comporte con disciplina, evite que la formación se rompa y evolucione colectivamente con precisión milimétrica. Era el heroísmo colectivo y no el arrojo individual lo que se exaltaba y lo que tenía lugar en la táctica hoplitica. 
El potencial de la falange ateniense para lograr algo quedó más que demostrado en la Batalla de Maratón (490 a. C.). Frente al mucho más grande ejército de Darío I, los atenienses adelgazaron sus falanges, y por consiguiente alargaron su frente, para evitar ser flanqueados. Sin embargo, incluso una falange de profundidades reducidas resultaba imparable contra la infantería persa con armas ligeras. Los atenienses avanzaron de ambos lados retrasando el centro para formar las alas de ataque que, aunque con menos tropas, tendrían el espacio para enfrentar al ejército persa. Heródoto menciona que aunque la fila central retrocedió no se rompió. Tampoco las filas laterales se rompieron puesto que las muertes totales fueron bajas, y la mayoría fueron sostenidas durante la fase pasada de la batalla. El retraimiento griego en el centro, además de tirar de los persas hacia adentro, también atrajo a las alas griegas al centro, acortando la línea griega. El resultado fue un envolvimiento doble y la batalla terminó cuando el ejército persa, apretado en la confusión, se vio obligado a retirarse, destruyendo a las tropas de élite en el centro persa, resultando en una victoria aplastante para Atenas.

## Las reformas de Ifícrates
Ifícrates fue un general ateniense durante la hegemonía de Tebas, pero sobre todo alguien que no tenía miedo de los cambios. Se dio cuenta del poder de los peltastas en una fase temprana y logró destruir una falange espartana con un grupo de peltastas durante la batalla de Lequeo. El resultado de esta batalla fue que los peltastas de hecho podrían constituir una seria amenaza a un grupo de hoplitas, sobre todo debido a su maniobrabilidad y velocidad.
Ifícrates tuvo el valor de hacer cambios en su ejército al darse cuenta de que los hoplitas poseían armadura y armamento superiores pero demasiado pesados y lentos en el campo de batalla. Hizo cambios en el equipo tradicional de los hoplitas para darles más oportunidades cuando estaban en combate con un peltasta. Por lo tanto, buscó un equilibrio entre los dos, cambió la panoplia del hoplita de tal modo que no eran tan pesados, cambió el grande y pesado hoplon de bronce por un escudo más pequeño y recubierto de cuero, sustituyó las pesadas sandalias por unas nuevas hechas de cuero, que fueron conocidas como «ificrátidas», y las corazas pesadas fueron sustituidas por unas nuevas de lino que en los siguientes siglos fueron muy usadas.
Estos cambios crearon la panoplia del hoplita mucho más ligera, aunque tuviese menos protección, algo que se solucionó con lanzas aumentadas de tamaño para no ser atacados antes por los hoplitas, con sus lanzas tradicionales. A pesar de estos avances y conseguir una mayor maniobrabilidad y velocidad en el combate, los guerreros griegos dieron más valor a la armadura pesada, la cual proporcionaba mayor protección. 
Al mismo tiempo el equipo del peltasta también fue modificado. La armadura que poseían era suficiente en un combate cuerpo a cuerpo ante arqueros, pero no tenían ninguna oportunidad ante hoplitas. Por esta razón modificaron su escudo, creándolo más grande y oval hecho de mimbre y más tarde de madera. Poseían jabalinas, espadas cortas y añadieron una lanza corta que les facilitaba realizar ataques "relámpago" contra el enemigo. Algunos se podían permitir un casco de bronce.

## Los asedios
Como los ejércitos del siglo V a. C. no disponían apenas de máquinas de sitiar eficaces, resultaba muy difícil tomar por la fuerza las ciudades bien fortificadas. Durante la guerra del Peloponeso, que duró casi 30 años, los lacedemonios y sus aliados, a pesar de que asolaron el Ática en diversas ocasiones, ni siquiera intentaron asaltar el conjunto poderosamente defendido que constituían Atenas y El Pireo, unidos por los Muros Largos.
Tan sólo una escalada por sorpresa o el bloqueo por hambre de los sitiados podían poner fin a la resistencia de una ciudad decidida a defenderse. Algunas veces era la traición la que abría sus puertas.
Para acortar los periodos de asedio y reducir a los sitiados por la sed, los asaltantes no dudaban en interceptar las aguas, procedimiento que, sin embargo, lo prohibía la anfictionía délfica.

## La flota de guerra ateniense

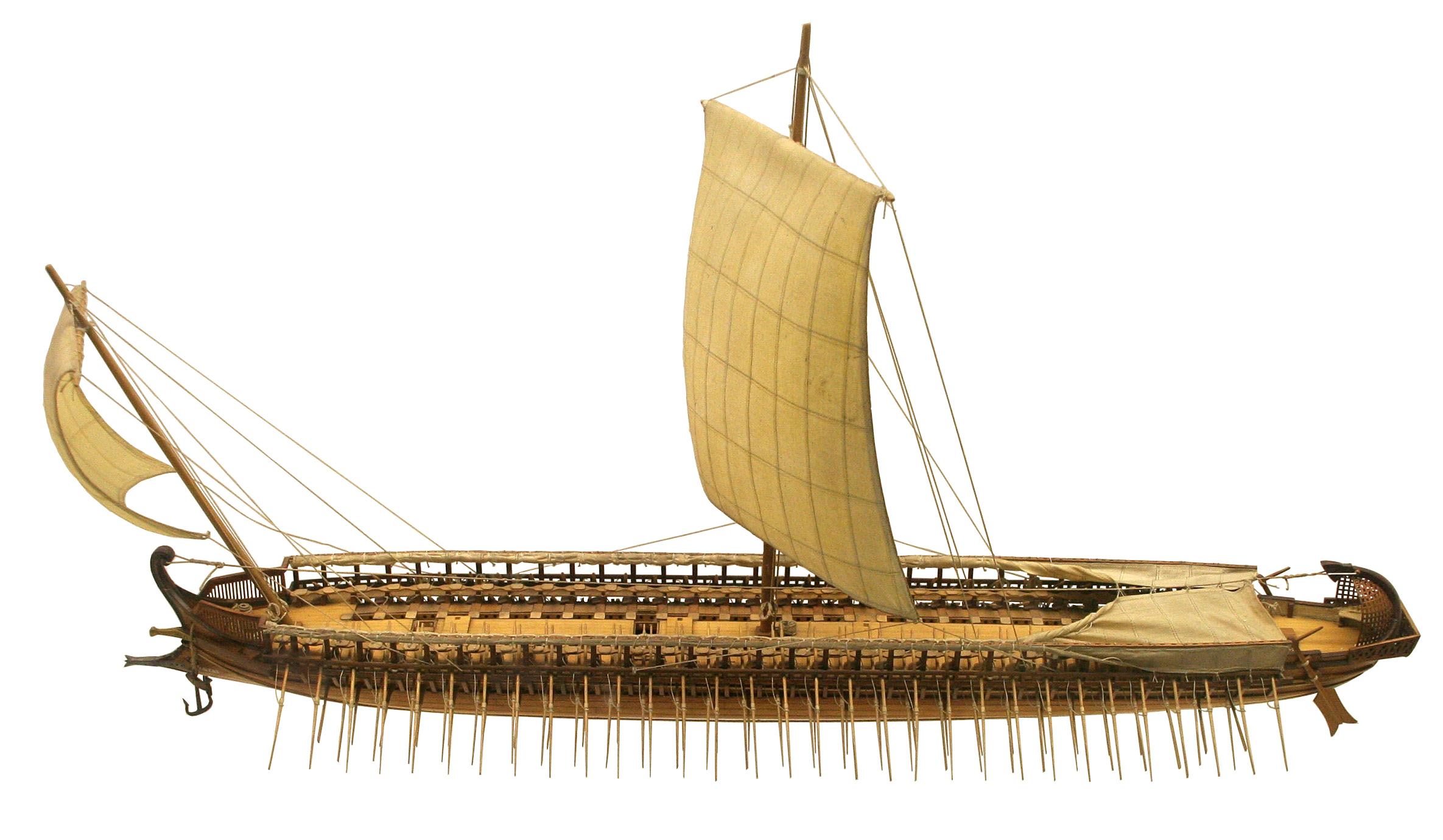
Modelo de trirreme.

En el mar es donde Atenas era más poderosa porque en el siglo V a. C. ejercía una verdadera talasocracia. Y sin embargo, en el 490 a. C., el año de la batalla de Maratón, todavía no poseía una flota digna de ese nombre, como tampoco tenía caballería.
Fue Temístocles quien impulsó el poder naval de Atenas. Comprendió, sin esperar a que el oráculo de la Pitia dijera que «sólo sería inexpugnable una muralla de madera», que la ciudad necesitaba muchos barcos de guerra para defenderse contra la flota de Egina y sobre todo contra la flota de Jerjes.
Fue él el que transformó a numerosos hoplitas atenienses en soldados de marina y marineros, hasta el punto de que más tarde se le acusó de haber convertido a nobles guerreros en viles remeros.
Aprovechando el descubrimiento de un nuevo filón, más rico, en las minas de plata de Laurión, logró que los atenienses, en vez de repartirse los beneficios de la explotación —quizás 100 o incluso 200 talentos— , prestaran a los 100 ciudadanos más ricos medios para construir trirremes.
Por otra parte, inició importantes obras en El Pireo, que sustituyó como puerto a la ensenada de Falero. Se acondicionaron y fortificaron las dársenas de Zea y Muniquia. Las construcciones y todos los preparativos necesarios se llevaron a cabo con tal rapidez que en el año 480 a. C., en la batalla de Salamina, Atenas pudo alinear 147 barcos de guerra dispuestos a hacerse a la mar, y otros 53 se mantenían de reserva, lo que hace una flota total de 200 trieres.
Gracias a los recursos del tributo pagado por las ciudades dominadas por el poder ateniense, esta flota aumentará todavía más a lo largo del siglo V.
En los siglos V a. C. y IV, contará normalmente con unos 300 o 400 trirremes, cantidad más que suficiente para garantizar el dominio de Atenas sobre el mar Egeo y los estrechos.

## Trierarquía y táctica naval

La estrategia de Formión: Los atenienses (en rojo) navegan alrededor de los rodeados peloponesios (en negro). Los atenienses se arriesgan a un ataque repentino al exponer sus flancos al enemigo, pero al comprimir el círculo de barcos peloponesios, causan confusión entre las tripulaciones inexpertas.

La organización de la trierarquía (literalmente: mando del triere) también surgió al parecer en tiempos de Temístocles. Era una liturgia, como por ejemplo, la coregía.
Los strategoi designaban cada año a los trierarcas entre los ciudadanos capaces de soportar esta costosa carga, y no entre los mejores marinos, pues aunque el Estado aportaba el casco y, tal vez, los aparejos del navío, así como la tripulación, el trierarca debía realizar grandes gastos: debía instalar los aparejos por su propia cuenta, completarlos si era necesario y velar por su mantenimiento, así como realizar las reparaciones necesarias durante la campaña.
Él mandaba en el barco, pero el piloto, jefe de la tripulación que estaba a sus órdenes, era un marino con experiencia que le aconsejaba técnicamente cuando era necesario.
Hacia el final de la guerra del Peloponeso, los ciudadanos estaban demasiado empobrecidos para poder soportar la carga de la trierarquía. Entonces se permitió que dos sintrierarcas se asociaran para compartir los gastos de una sola trirreme. Cada uno de ellos mandaba el barco durante seis meses.
En el siglo IV a. C. la situación económica aún se agravó más y se ideó el sistema de simmorías para repartir con más equidad este oneroso servicio público.
La mayor parte de los remeros atenienses eran de la clase más humilde, tetes, a veces metecos e incluso -cuando se necesitaban hombres- esclavos a quienes se prometía la libertad si se comportaban adecuadamente. Sólo para equipar 200 trirremes hacían falta más de 40.000 hombres. La paga diaria pasó de 3 óbolos a un dracma.
La partida de una flota atenienses en El Pireo era un gran espectáculo, sobre todo cuando se trataba de una expedición tan importante con la que navegó hacia Sicilia en verano del 415 a. C.:

Los atenienses y algunos aliados que se encontraban en Atenas bajaron al Pireo en el día señalado, al alba y se embarcaron para hacerse a la mar. Con ellos también bajaron, todos aquellos que quedaban en la ciudad, ciudadanos y extranjeros. Durante el trayecto sus esperanzas se mezclaban con lágrimas. No obstante, ante el despliegue de fuerza, dada la importancia de todos los efectivos que tenían a la vista, recobraban la confianza.

Los trierarcas de la ciudad habían cuidado con todo esmero la flota, sin reparar en gastos, y el Estado había asignado a cada hombre de la tripulación un dracma diario, aportando también sesenta unidades rápidas de barcos sin equipar, más cuarenta transportes de tropas con un personal bien seleccionado para los servicios; los trierarcas por su parte añadieron una prima complementaria a la paga asignada por el Estado para los remeros de la primera hilera (tranitas) y para los oficiales, y también habían decorado y acondicionado las naves con suntuosidad; ninguno de ellos había reparado en gastos para que su barco se distinguiera por su hermoso aspecto y por su velocidad al desplazarse.

Cuando se terminó el embarque y se hubo colocado todo el material en su sitio, la trompeta ordenó silencio. Era el momento de las plegarias antes de la marcha: se hicieron, pero no sobre cada navío por separado, sino todos al mismo tiempo, al oír la voz del heraldo. En toda la armada se había mezclado el vino en las cráteras: soldados y jefes hicieron las libaciones con copas de oro y plata. También en tierra se sumaron a las plegarias la multitud de ciudadanos y todos los que se encontraban allí por amistad. Una vez cantado el peán y hechas las libaciones, la flota salió del puerto, al principio con los navíos en fila, pero luego rivalizaron ya hasta Egina para ver cuál era más rápido.

Pero enseguida acudirá el trirreme Salaminia, dedicado especialmente, igual que el Páralo, a los mensajes oficiales del Estado, para entregar a Alcibíades, uno de los tres comandantes en jefe, la orden de volver a Atenas para responder a una acusación de sacrilegio, y la orgullosa armada terminará sufriendo un desastre total.
Para el estudio de la táctica y la estrategia marítimas son muy instructivos los capítulos del Libro VII de la Historia de la Guerra del Peloponeso de Tucídides, en los que el historiador cuenta las batallas navales ante Siracusa, que causaron la pérdida de esta numerosa y espléndida flota.
La estrategia naval era un arte muy difícil. Los atenienses lo dominaban, del mismo modo que los espartanos no tenían rival en las maniobras de los hoplitas.
El objetivo era embestir el flanco de los navíos enemigos. Para lograrlo, primero había que romper y envolver la escuadra contraria y sembrar la confusión. Una maniobra peligrosa era la que consistía en pasar a toda velocidad a lo largo de un barco enemigo: al llegar a su altura, el agresor retiraba sus remos y con su espolón de proa rompía en pedazos los del adversario, que entonces se convertía en una presa fácil.
Para realizar en el mar semejantes maniobras de precisión, era necesario tener tripulaciones muy bien entrenadas. Jenofonte cuenta cómo, en el siglo IV a. C., Ifícrates, el creador de los peltastas, que también fue un gran almirante (navarco) formaba al navegar al personal de su flota:

Primero dejaba en su sitio las grandes velas como si fuera a combatir(...) Con frecuencia también, al acercarse a la costa donde la flota debía comer, a mediodía o por la noche, dirigía la cabeza de la escuadra hacia alta mar, cuando se acercaba al punto de desembarco, para luego ordenar una conversión que colocaba la proa de los trirremes frente a la orilla y, cuando se daba la señal, los dejaba partir, tratando todos de llegar los primeros a tierra; entonces era un gran premio llegar los primeros para buscar agua, y ser los primeros en comer. En la navegación diurna, al dar una señal, colocaba la escuadra unas veces en columna, otras en línea

En este texto se ve lo cerca de la costa que solían navegar las flotas griegas, pues los marineros comían en tierra con bastante frecuencia.